# Хубавите села хубаво горят
„Хубавите села хубаво горят“ (на сръбски: Лепа села лепо горе) е югославски филм от 1996 година, военна комедия на режисьора Сърджан Драгойевич по негов сценарий в съавторство с Биляна Максич.
Сюжетът показва с продължителни ретроспекции историите на малка група сръбски войници с различен социален произход, които по време на Босненската война са обкръжени в изоставен тунел на междуселски път. Главните роли се изпълняват от Драган Белогърлич, Никола Пеякович, Никола Койо, Драган Максимович, Зоран Цвиянович.